# Leap Day
Leap Day – holenderska grupa rockowa powstała w 2008. Grupa zaliczana do gatunku rocka neoprogresywnego.
Początki zespołu:
W 2007 r. perkusista Koen Roozen (z Flamborough Head) poszukiwał muzyków chętnych do wspólnej gry progresywnego rocka.
Po pewnym czasie do Koena dołączyli muzycy; klawiszowiec Derk Evert Waalkens (z King Eider), wokalista Jos Harteveld (z Pink Floyd Project). Koen i Derk omawiali możliwość zagrania materiału King Eider na festiwalu Progfarm 2007 r. Ten pomysł spodobał się również gitarzyście Hansowi Gerritse (z King Eider) i basiście Peterowi Stel (z Nice Beaver). Potrzebowali również innego klawiszowca do tego koncertu i do zespołu został zaproszony Gert van Engelenburg.
Po koncercie na festiwalu ProgFarm Hans Gerritse odchodzi od grupy. Reszta muzyków postanowiła grać wspólnie dalej i kiedy w ostateczności do grupy dołączył gitarzysta Eddie Mulder (z Trion, Pink Floyd Project, Flamborough Head) narodził się ostateczny projekt pod nazwą Leap Day.
Płyta Demo z trzema kompozycjami została wydana w październiku 2008 r.; w listopadzie zespół podpisał kontrakt z polską wytwórnią płytową OSKAR, a ich debiutancka płyta Awakening Muse została wydana latem 2009 roku.
Druga płyta została wydana 28 lutego 2011 roku również pod szyldem polskiej wytwórni OSKAR. Muzyka zespołu jest podobna m.in. do Spock’s Beard, The Flower Kings, Porcupine Tree, IQ, Arena i bardziej klasycznych zespołów jak Yes, Genesis i Camel.
Zespół w marcu 2011 zagrał w Polsce u boku włoskiej grupy The Watch na koncertach w Piekarach Śląskich, Poznaniu i na ArtRock Festival w Koninie.

## Skład
- Eddie Mulder – gitara
- Peter Stel – gitara basowa
- Koen Roozen – perkusja
- Jos Harteveld – śpiew, gitara
- Derk Evert Waalkens – instrumenty klawiszowe
- Gert van Engelenburg – instrumenty klawiszowe, śpiew

### Byli muzycy
- Hans Gerritse – gitara (2007)

## Dyskografia
- Demo (2008)
- Awekening Muse (2009)
- Skylge's Lair (2011)